# Angry Chair
«Angry Chair» — песня американской рок-группы Alice In Chains, выпущенная в качестве третьего по счёту сингла со второго студийного альбома Dirt.

## Происхождение
Данная песня одна из немногих авторством текста и музыки которого является вокалист группы Лейн Стэйли. В примечаниях к сборнику Music Bank Джерри Кантрелл говорил о ней следующее:
Такая восхитительная песня. Я очень горжусь Лейном за то, что он написал её. В прошлом, когда я пробовал себя в вокале, он очень поддерживал меня, и вот прекрасный пример того, когда он рискнул взяться за гитару и сочинил шедевр.

## Приём
в 1992 году композиция была выпущена в качестве сингла, достигнув 34-го места в чарте Mainstream Rock Tracks и 27-го в хит-параде Modern Rock Tracks. «Angry Chair» примечательна тем, что является единственной песней группы, которая была более успешна в чарте Modern Rock Tracks, нежели Mainstream Rock Tracks, так как большинство синглов Alice in Chains демонстрировали более низкие показатели, либо не попадали в него вовсе. В мае 1993 года сингл был выпущен на территории Великобритании, достигнув Top-40 английского чарта и Top-30 в Ирландии.
Рецензент портала AllMusic Нед Раггетт отметил, что «Лейн Стэйли и Джерри Кантрелл превращают песню в нечто действительно впечатляющее», добавив, что в песне есть «захватывающие куплеты, зловещие, окутанные эхом и наполненные [атмосферой] надвигающейся гибели».
MIDI-версия «Angry Chair» звучит на карте 25: Bloodfalls популярной компьютерной видеоигры Doom II.

## Список композиций
| №  | Название      | Длительность |
| -- | ------------- | ------------ |
| 1. | «Angry Chair» | 4:48         |
| 2. | «Brother»     | 4:27         |

Limited Edition 4 Track Picture CD
| №  | Название                      | Длительность |
| -- | ----------------------------- | ------------ |
| 1. | «Angry Chair»                 | 4:48         |
| 2. | «I Know Somethin' (bout You)» | 4:24         |
| 3. | «It Ain't Like That" (live)»  | 4:40         |
| 4. | «Hate to Feel (live)»         | 5:35         |

- треки с живыми выступлениями были записаны 2 марта 1993 года.

## Видеоклип
Видеоклип к песне «Angry Chair» был снят в 1992 году. Режиссёром был Мэтт Махурин. Позднее он снимет клип к песне группы «No Excuses».

## Живые выступления
Альбом Dirt ознаменовал появление вклада Стейли в игру на гитаре, и «Angry Chair» была одной из немногих песен, на которых он регулярно играл на гитаре во время живых выступлений. Песня также является фаворитом фанатов. Конец песни часто использовался в качестве ведущего к другой известной песне «Man in the Box» на концерте. Нынешние участники Alice in Chains исполнили акустическую версию «Angry Chair» с бывшим вокалистом Stone Temple Pilots / экс- Velvet Revolver Скоттом Уайландом в концерте 30 сентября 2007 года в Остине, штат Техас.
Alice in Chains исполнили акустическую версию «Angry Chair» для её появления на MTV Unplugged в 1996 году (хотя песня была исключена из эфирного исполнения), и песня была включена в концертный альбом Unplugged и выпуск домашнего видео. Живые выступления песни также можно найти в синглах «Heaven Beside You» и «Get Born Again» и в живом альбоме Live .

## Чарты
| Чарт (1993)                              | Номер позиции |
| ---------------------------------------- | ------------- |
| European Hot 100 Singles (Music & Media) | 79            |
| Ирландия (IRMA)                          | 28            |
| Великобритания (OCC UK Singles)          | 33            |
| США (Billboard Mainstream Rock)          | 34            |
| США (Billboard Alternative Airplay)      | 27            |

## Участники записи
- Лейн Стэйли — ритм-гитара, ведущий вокал
- Джерри Кантрелл — гитара, бэк-вокал
- Майк Старр — бас-гитара
- Шон Кинни — ударные